# Fibblerost
Fibblerost (Puccinia punctiformis) är en svampart som först beskrevs av F. Strauss, och fick sitt nu gällande namn av Röhl. 1813. Puccinia punctiformis ingår i släktet Puccinia och familjen Pucciniaceae.   Inga underarter finns listade i Catalogue of Life.
I den svenska databasen Dyntaxa används istället namnet Puccinia hieracii för samma taxon.  Arten är reproducerande i Sverige.

## Bildgalleri

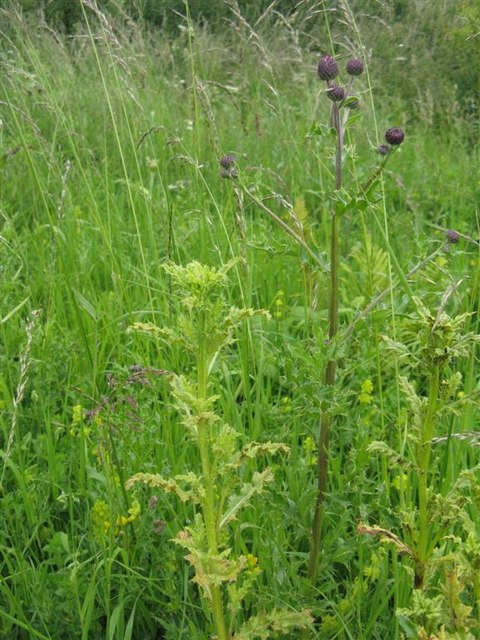
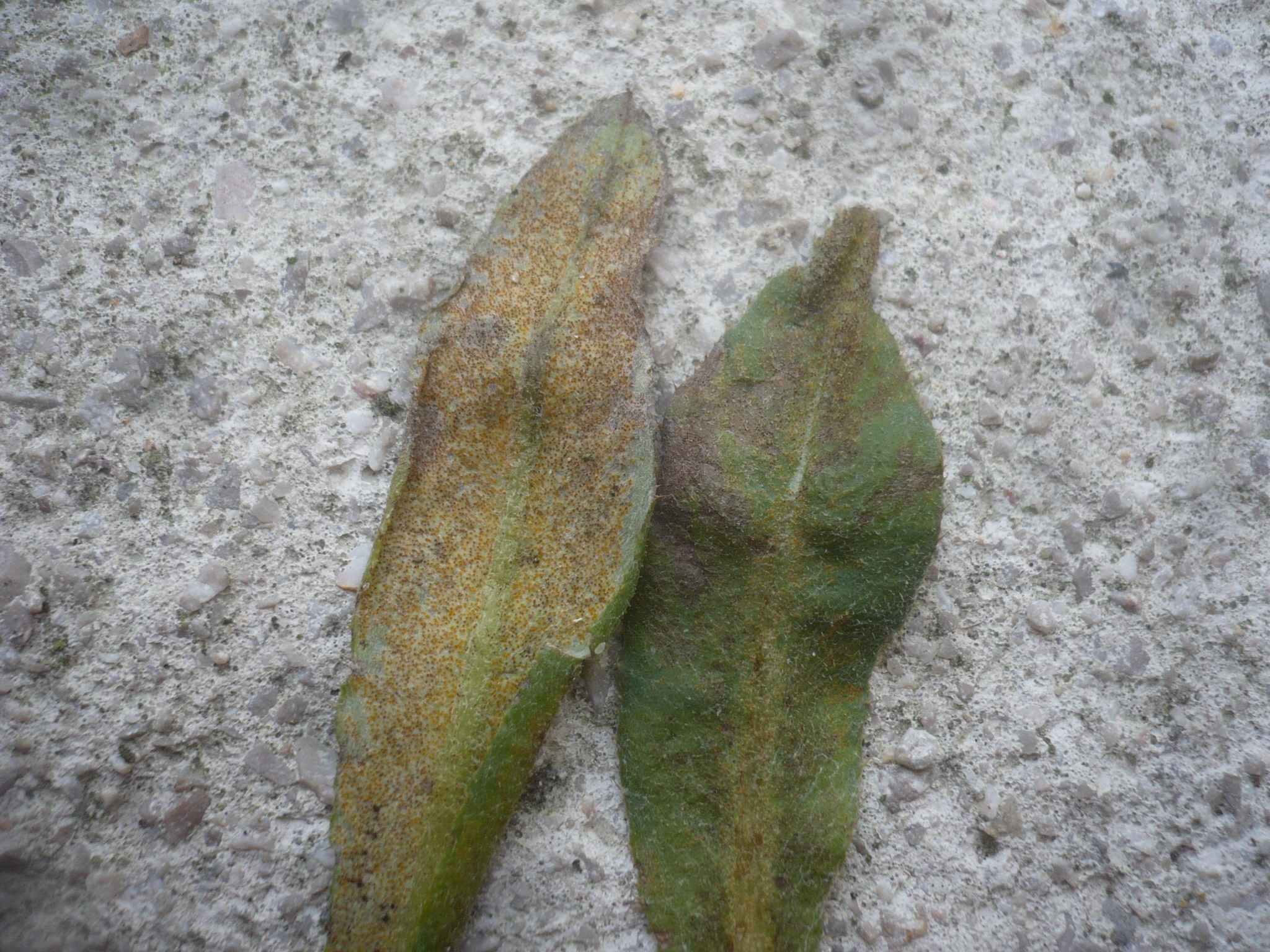